# 프랜시스 퍼킨스
프랜시스 코럴리 "패니" 퍼킨스(Frances Coralie "Fannie" Perkins, 1882년 4월 10일 ~ 1965년 6월 5일)는 프랭클린 D. 루스벨트의 대통령직의 12년간 8대 노동장관을 지낸 미국의 민주당 정치인이자 내각 첫 여성이었다. 그녀는 전체의 미국인들을 위하여 경제적 공명 정대와 안정을 창조하는 것에 강하게 믿었다. 그녀는 사회보장법을 기안하는 데 수단이 되었다. 그녀는 또한 특별히 여성의 혜택을 위하여 일하여 여성을 위한 최대 근무의 주를 48 시간으로 줄였다.

## 어린 시절
매사추세츠주 보스턴에서 태어난 퍼킨스는 2세때 가족과 우스터로 이주하였다. 퍼킨스의 부친은 가족을 재정적으로 편하게 간직한 문방구 비지니스를 열었다. 그녀의 부모는 독실한 회중 교회 신자들이었으며 자신들의 딸에게 "하나님을 위하여 살고 무언가를 하는 것"의 중요성을 가르쳤다. 그녀는 1902년 자신이 자연과학을 전공한 마운트홀리오크 칼리지를, 그리고 사회학에서 석사를 취득한 컬럼비아 대학교를 졸업하기 전에 일리노이주에 있는 페리홀 고등학교에서 수학하였다. 그 사이에 그녀는 다양한 교사 직위를 보유하였고, 헐 하우스를 포함한 인보관운동을 지원하였다. 그녀는 제이컵 리스에 의한 〈어떻게 다른 절반이 사나〉를 일고 그의 뉴욕의 빈민가들의 서술에 의하여 영향을 받은 후 경제사에서 흥미를 가지게 되었다.

## 초기 경력
1910년 그녀는 더욱 나은 근무 시간과 상태들을 위하여 활기차게 운동하여 통과시킨 직위에서 뉴욕 소비자 연맹의 우두머리로서 주 전역에서 유명해졌다. 다음 해에 그녀는 자신의 일생에서 기후상 사건인 비극적 트라이앵글 셔츠웨이스트 공장 화재를 목격하였다. 그녀는 대부분 젊은 여성이었던 수백명 이상의 사람들이 화재에 사망하면서 겁에 질렸다. 그들이 거센 불에 의하여 소멸되는 것보다 자신들이 죽음으로 윗층으로부터 뛰어내리기 전에 기도하는 젊은 여성의 이미지가 지대한 영향을 가졌다. 공장 건물은 화재 탈출들을 부족히 하였고 근무가 시작된 후 문들을 잠그는 데 주인들의 실습이었다. 퍼킨스는 자신 인생의 나머지를 위하여 그 비극과 함께 살았다. 그녀는 "그것은 나의 마음은 물론 나의 마음에 시들어졌다 - 왜 내가 그런 비극을 허락할 수 있던 상태들을 싸우는 나의 인생을 보내야 하는 것의 전혀 잊혀지지 않은 것으로 생각난다"고 말하면서 인용되었다.
1913년 퍼킨스는 폴 콜드웰 윌슨에게 결혼하여 하나의 딸을 두었다. 그녀는 자신의 원래 성을 간직하여 그렇게 하는 데 법정에서 자신의 권리를 변호하였다. 워싱턴 D. C.로 가는 데 대비하여 퍼킨스는 뉴욕주 정부에서 다양한 직위들을 보유하였다. 1918년 퍼킨스는 뉴욕주 산업 위원회에 가입하는 데 주지사 앨 스미스의 제공을 받아들여 그 처음이자 마지막 여성 일원이 되었다. 1926년 그녀는 위원회의 의장이 되었다.
1929년 새 주지사 프랭클린 D. 루스벨트는 퍼킨스를 주의 산업 위원장으로 임명하였다. 다양한 정치적 당파들의 협동과 존중을 얻은 퍼킨스는 유능하게 진보적 개혁의 중심에 뉴욕주를 놓는 도움을 주었다. 그녀는 공장 조사들을 확장시켜 여성들을 위한 근무의 주를 48 시간으로 줄였고, 최저 임금과 실업 보험 법률을 옹호하였다.

## 8대 노동장관

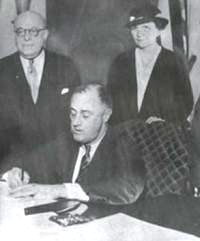
루스벨트 대통령이 국내 노동 관계법에 서명하면서 시어도어 파이저 의원과 함께 (1933년 6월 6일)

1933년 루스벨트 대통령은 노동장관으로 퍼킨스를 임명하여 그녀는 12년 동안 그 직을 맡아 다른 미국의 노동장관보다 더욱 길었고 미국에서 내각 직위를 보유하는 데 그녀를 첫 여성으로 만들었다. 그녀와 해럴드 L. 이커스는 루스벨트의 대통령직 기간 전체를 통하여 자신들의 직위들을 보유하는 데 단 2명의 장관들이었다.
루스벨트 대통령은 거의 항상 퍼킨스 장관의 목적과 프로그램들을 성원하였다. 타협과 채워진 행정부에서 퍼킨스의 협의 사항을 위한 대통령의 성원은 비정상적으로 일정하였다.
노동장관으로서 퍼킨스는 최저 임금 법률을 포함한 뉴딜 입법을 쓰는 주요 역할을 하였다. 하지만 그녀의 가장 중요한 공헌은 1934년 경제 안보에 대통령의 위원회의 의장으로서 왔다. 이 지위에서 그녀는 1935년의 사회보장법에서 최후적으로 결과를 가져온 보고와 도청들의 전부 상들에서 연루되었다.
1939년 그녀는 서부 해안의 국제 연안 저장소 연합의 공산주의 우두머리 해리 브리지스를 추방하는 데 거부한 것으로 어떤 의원들로부터 정열 아래로 왔다. 브리지는 최후적으로 미국 대법원에 의하여 진실성이 입증되었다.
옛 학교에서 온 기계적 정치인 앨 스미스는 퍼킨스가 만든 일반적인 원인을 만든 자와 함께 초기의 사회 개혁가였다. 1944년 스미스의 장례식에서 그의 전 태미내홀 정치적 친구들 2명이 왜 스미스가 사회의 십자군에 되었나에 추측되었다. 그들 중에 하나는 이 방향으로 문제를 개설하였다. - "난 당신에게 말해요. 앨 스미스는 책을 읽었어요. 그 책은 사람이었고 그녀의 이름은 프랜시스 퍼킨스였습니다. 그녀는 그에게 이것의 전부를 말하였고 그는 그녀를 믿었습니다."

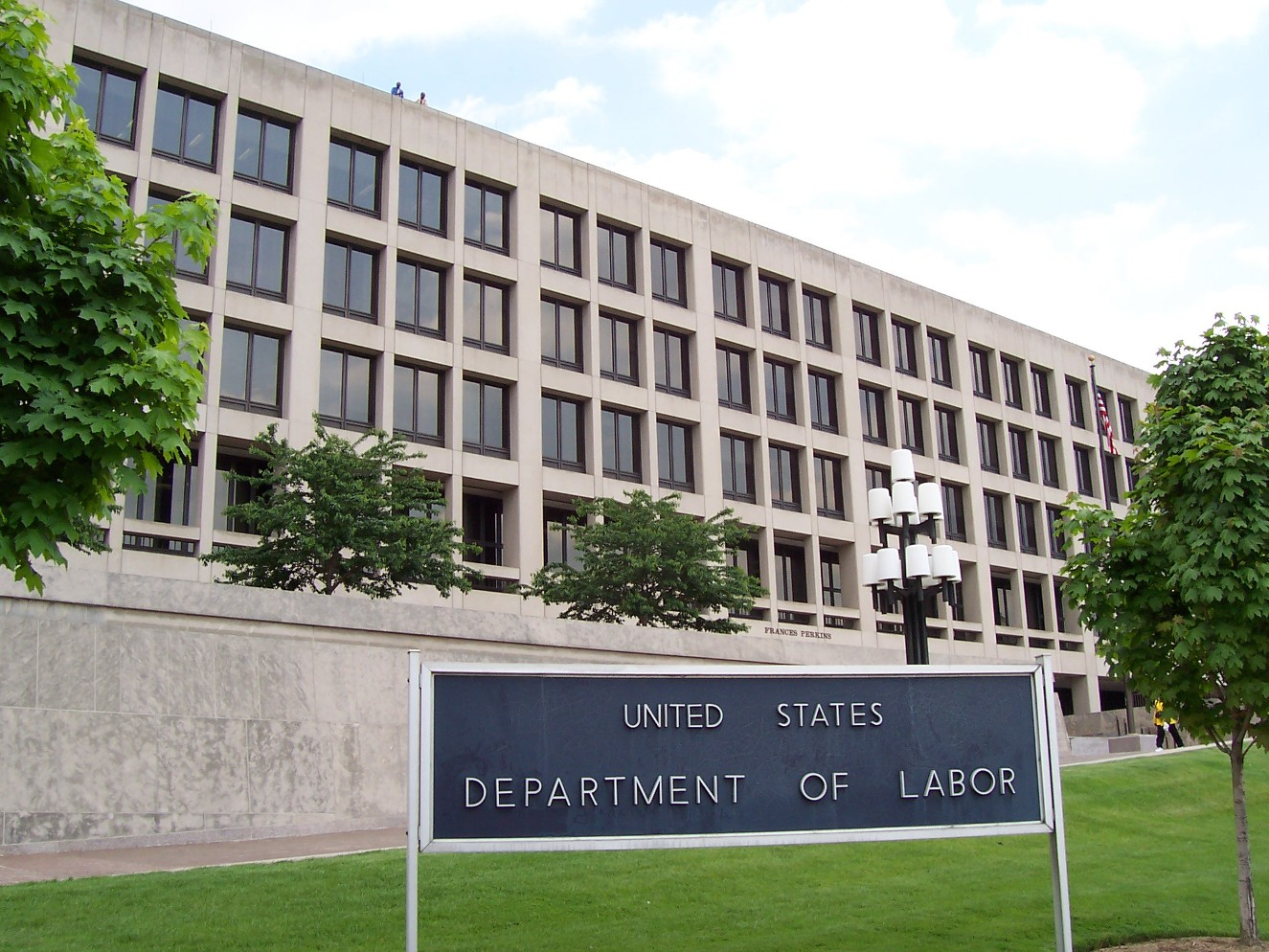
워싱턴 D. C.에 있는 미국 노동부 본부는 그녀의 이름을 딴 프랜시스 퍼킨스 빌딩으로 알려졌다.

## 이후의 생애
1945년 노동장관으로서 자신의 재직 기간에 이어 퍼킨스는 자신의 남편이 사망하고 자신이 연방 서비스로부터 사임을 할 때 1952년까지 자신이 있던 미국 관청 근무 위원회에 지내는 데 해리 트루먼 대통령에 의하여 의문되었다.
1946년 퍼킨스는 〈내가 알던 루스벨트〉로 불린 프랭클린 D. 루스벨트와 일을 한 그녀의 세월에 관한 일류 회고록을 펴냈다.
퍼킨스는 대통령이 그들의 프로그램들을 위하여 후원을 부당하게 떨어뜨린 것으로 느낀 자들의 대부분이 그들이 충분하게 단순히 필요했던 것을 개설하지 않거나 자신들의 법안으로 정치적 반대를 식별하지 않은 것을 믿었다.
자신의 정부 서비스 경력에 이어 퍼킨스는 1965년 5월 14일 뉴욕에서 83세의 나이로 사망할 때까지 코넬 대학교에 있는 산업 노동 관계 대학원에서 강사와 조교로서 활동에 남아있었다.

## 같이 보기
- 규폐증